# Tmarus shimojanai
Tmarus shimojanai là một loài nhện trong họ Thomisidae.
Loài này thuộc chi Tmarus. Tmarus shimojanai được Hirotsugu Ono miêu tả năm 1997.